# Lista odcinków serialu ZOO
Poniżej znajduje się lista odcinków serialu telewizyjnego  Zoo – emitowanego przez amerykańską stację telewizyjną  CBS od 30 czerwca 2015 roku do 21 września 2017 roku. Powstały trzy serię, które składają się z 39 odcinków. W Polsce serial jest udostępniony od 1 września 2015 roku do 22 września 2017 roku przez Seriale+.
| Sezon | Sezon | Odcinki | Oryginalna emisja CBS | Oryginalna emisja CBS | Oryginalna emisja Seriale+ | Oryginalna emisja Seriale+ | Oryginalna emisja Seriale+ |
| Sezon | Sezon | Odcinki | Premiera sezonu       | Finał sezonu          | Premiera sezonu            | Finał sezonu               |                            |
| ----- | ----- | ------- | --------------------- | --------------------- | -------------------------- | -------------------------- | -------------------------- |
|       | 1     | 13      | 30 czerwca 2015       | 15 września 2015      | 1 września 2015            | 24 listopada 2015          |                            |
|       | 2     | 13      | 28 czerwca 2016       | 6 września 2016       | 4 sierpnia 2016            | 27 października 2016       |                            |
|       | 3     | 13      | 29 czerwca 2017       | 21 września 2017      | 30 czerwca 2017            | 22 września 2017           |                            |

## Sezon 1 (2015)
| Nr | #  | Tytuł                       | Reżyseria         | Scenariusz                                                 | Premiera CBS     | Premiera Seriale+    |
| -- | -- | --------------------------- | ----------------- | ---------------------------------------------------------- | ---------------- | -------------------- |
| 1  | 1  | First Blood                 | Brad Anderson     | Josh Appelbaum, André Nemec, Jeff Pinkner, Scott Rosenberg | 30 czerwca 2015  | 1 września 2015      |
| 2  | 2  | Fight or Flight             | Michael Katleman  | Jeff Pinkner, Scott Rosenberg                              | 7 lipca 2015     | 8 września 2015      |
| 3  | 3  | The Silence of the Cicadas  | Chris Long        | Denitria Harris-Lawrence                                   | 14 lipca 2015    | 15 września 2015     |
| 4  | 4  | Pack Mentality              | David Grossman    | Brian Oh                                                   | 21 lipca 2015    | 22 września 2015     |
| 5  | 5  | Blame It on Leo             | Steven A. Adelson | Jay Faerber                                                | 28 lipca 2015    | 29 września 2015     |
| 6  | 6  | This Is What It Sounds Like | David Solomon     | Carla Kettner                                              | 4 sierpnia 2015  | 6 października 2015  |
| 7  | 7  | Sleuths                     | Dean White        | Dee Harris-Lawrence                                        | 11 sierpnia 2015 | 13 października 2015 |
| 8  | 8  | The Cheese Stands Alone     | Eric Laneuville   | Jay Faerber, Scott Rosenberg                               | 18 sierpnia 2015 | 20 października 2015 |
| 9  | 9  | Murmuration                 | Michael Katleman  | Bryan Oh                                                   | 25 sierpnia 2015 | 27 października 2015 |
| 10 | 10 | Emotional Contagion         | Christine Moore   | Jay Faerber                                                | 1 września 2015  | 3 listopada 2015     |
| 11 | 11 | Eats, Shoots and Leaves     | Zetna Fuentes     | Rebekah F. Smith                                           | 8 września 2015  | 10 listopada 2015    |
| 12 | 12 | Wild Things                 | John Polson       | Carla Kettner                                              | 8 września 2015  | 17 listopada 2015    |
| 13 | 13 | That Great Big Hill of Hope | Michael Katleman  | Jeff Pinkner, Scott Rosenberg                              | 15 września 2015 | 24 listopada 2015    |

## Sezon 2 (2016)
| Nr | #  | Tytuł                   | Reżyseria         | Scenariusz                      | Premiera CBS     | Premiera Seriale+    |
| -- | -- | ----------------------- | ----------------- | ------------------------------- | ---------------- | -------------------- |
| 14 | 1  | The Day of the Beast    | Michael Katleman  | Matt Pitts, Melissa Glenn       | 28 czerwca 2016  | 4 sierpnia 2016      |
| 15 | 2  | Caraquet                | Michael Katleman  | Bryan Oh, Nick Parker           | 28 czerwca 2016  | 11 sierpnia 2016     |
| 16 | 3  | Collision Point         | Steven A. Adelson | Jay Faerber, Rebekah F. Smith   | 5 lipca 2016     | 18 sierpnia 2016     |
| 17 | 4  | The Walls of Jericho    | David Solomon     | Matt Pitts, Melissa Glenn       | 12 lipca 2016    | 25 sierpnia 2016     |
| 18 | 5  | The Moon and the Star   | Norman Buckley    | Bryan Oh, Nick Parker           | 19 lipca 2016    | 1 września 2016      |
| 19 | 6  | Sex, Lies and Jellyfish | Ed Ornelas        | Matt Pitts, Jay Faerber         | 26 lipca 2016    | 8 września 2016      |
| 20 | 7  | Jamie's Got a Gun       | Lee Rose          | Melissa Glenn, Rebekah F. Smith | 2 sierpnia 2016  | 15 września 2016     |
| 21 | 8  | Zero Sum                | Anton Cropper     | Bryan Oh, Nick Parker           | 9 sierpnia 2016  | 22 września 2016     |
| 22 | 9  | Sins of the Father      | Michael Katleman  | Carla Kattner                   | 16 sierpnia 2016 | 29 września 2016     |
| 23 | 10 | Yellow Brick Road       | David Barrett     | Matt Pitts, Jay Faerber         | 23 sierpnia 2016 | 6 października 2016  |
| 24 | 11 | The Contingency         | Leslie Libman     | Melissa Glenn, Rebekah F. Smith | 30 sierpnia 2016 | 13 października 2016 |
| 25 | 12 | Pangaea                 | Gary Fleder       | Bryan Oh, Nick Parker           | 6 września 2016  | 20 października 2016 |
| 26 | 13 | Clementine              | Michael Katleman  | Bryan Oh, Nick Parker           | 6 września 2016  | 27 października 2016 |

## Sezon 3 (2017)
| Nr | #  | Tytuł                        | Reżyseria        | Scenariusz                      | Premiera CBS     | Premiera Seriale+ |
| -- | -- | ---------------------------- | ---------------- | ------------------------------- | ---------------- | ----------------- |
| 27 | 1  | No Place Like Home           | Michael Katleman | Melissa Glenn, Nicole Phillips  | 29 czerwca 2017  | 30 czerwca 2017   |
| 28 | 2  | Diaspora                     | Michael Katleman | Bryan Oh, Nick Parker           | 6 lipca 2017     | 7 lipca 2017      |
| 29 | 3  | Ten Years Gone               | Ed Ornelas       | Jay Faerber, Shintaro Shimosawa | 13 lipca 2017    | 14 lipca 2017     |
| 30 | 4  | Welcome to the Terra Dome    | Greg Beeman      | Gregory Weidman,Geoff Tock      | 20 lipca 2017    | 21 lipca 2017     |
| 31 | 5  | Drop It Like It's Hot        | Norman Buckley   | Melissa Glenn, Nicole Phillips  | 27 lipca 2017    | 28 lipca 2017     |
| 32 | 6  | Oz is Oz                     | Michael Katleman | Matt Pitts                      | 3 sierpnia 2017  | 4 sierpnia 2017   |
| 33 | 7  | Wham, Bam, Thank You Sam     | Alex Gayner      | Jay Faerber,Shintaro Shimosawa  | 10 sierpnia 2017 | 11 sierpnia 2017  |
| 34 | 8  | Stakes on a Plane            | Jet Wilkinson    | Gregory Widman,Geoff Tock       | 17 sierpnia 2017 | 18 sierpnia 2017  |
| 35 | 9  | The Black Forest             | David Barrett    | Bryan Oh,Nick Parker            | 24 sierpnia 2017 | 25 sierpnia 2017  |
| 36 | 10 | Once Upon a Time in the Nest | Avi Youabian     | Jay Faerber,Shintaro Shimosawa  | 31 sierpnia 2017 | 1 września 2017   |
| 37 | 11 | Cradles and Graves           | Jennifer Lynch   | Melissa Glenn,Nicole Phillips   | 7 września 2017  | 8 września 2017   |
| 38 | 12 | West Side Story              | Gary Fleder      | Gregory Weidman, Geoff Tock     | 14 września 2017 | 15 września 2017  |
| 39 | 13 | The Barrier                  | Michael Katleman | Bryan Oh, Nick Parker           | 21 września 2017 | 22 września 2017  |